# Степанов, Степан Иванович
Степан Иванович Степанов (25 марта 1906 года, с. Нины, Ставропольская губерния, Российская империя — умер после 1955 года, СССР) — советский военачальник, полковник (1944).

## Биография
Родился 25 марта 1906 года в селе Нины, ныне в Советском районе Ставропольского края. Русский.

### Военная служба

#### Межвоенные годы
12 октября 1928 года был призван в РККА и зачислен курсантом полковой школы во 2-й Кавказский стрелковый полк 1-й Кавказской стрелковой дивизии ККА. По её окончании с сентября 1929 года продолжил службу в полку командиром отделения, помощником командира и командиром взвода полковой школы, командиром стрелковой роты и начальником полковой школы. С ноября 1940 года по 18 июня 1941 года слушатель курсов «Выстрел».

#### Великая Отечественная война
С началом войны назначен командиром 738-го стрелкового полка 134-й стрелковой дивизии, входившей в состав 19-й армии Группы армий резерва Ставки. Со 2 июля дивизия была передана Западному фронту и вела оборонительные бои на витебском направлении, затем участвовала в Смоленском сражении. С 3 октября дивизия в составе 19-й армии и участвовала в Вяземской оборонительной операции. В ходе её она была окружена. При прорыве в ночь с 12 на 13 октября Степанов был ранен и оставлен на поле боя. На следующий день он с другими ранеными на автомашине выехал в восточном направлении. В одной из деревень попал в плен. Во время движения колонны военнопленных в деревне Волково ему удалось бежать, после чего до февраля 1942 года скрывался в деревнях Волково и Щеколдина у местных жителей. При приближении частей 11-го кавалерийского корпуса во время его рейда по тылам противника с группой бывших бойцов направился в дер. Богородицк, где встретился с передовым эскадроном и был направлен в особый отдел 18-й кавалерийской дивизии. После проверки его назначили начальником штаба 46-го кавалерийского полка. 26 февраля он вместе с командиром полка был направлен в район Вадино на формирование особого партизанского полка, затем до июля исполнял должность начальника штаба этого полка. 22 июля с отрядом в 65 человек перешел линию фронта и вышел в район действия отряда «Бати». 6 августа сдал личный состав, а сам в составе группы командиров убыл в штаб партизанского движения при Калининском фронте для доклада о боевых действиях. 18 августа направлен для проверки на пересыльный пункт 22-й армии, а оттуда — в спецлагерь НКВД № 165 в городе Южа Ивановской области.
15 октября 1942 года, после проверки, майор Степанов был направлен в распоряжение ГУК НКО и в декабре назначен заместителем командира 629-го стрелкового полка 134-й стрелковой дивизии. В составе 41-й армии участвовал с ним в Ржевско-Вяземской наступательной операции, в боях по освобождению города Белый. С 16 марта дивизия вошла в подчинение 39-й армии и перешла к обороне южнее Пречистое Смоленской области. В сентябре Степанов переведен командиром 727-го стрелкового полка 219-й стрелковой дивизии и участвовал с ней в Смоленской, Духовщинско-Демидовской наступательной операции. С 19 октября она вошла в 4-ю ударную армию 1-го Прибалтийского фронта и в начале ноября совместно с белорусскими партизанами преследовала отступающего противника в направлении на Полоцк, затем с 11 ноября перешла к обороне. В декабре дивизия вошла в состав 3-й ударной армии и с конца февраля 1944 года принимала участие в Ленинградско-Новгородской наступательной операции. В начале марта она была выведена во второй эшелон и переброшена в район Пустошки, где сменила части 312-й стрелковой дивизии. В этом районе дивизия находилась в обороне до июля 1944 года, затем участвовала в Режицко-Двинской и Мадонской наступательных операциях. За освобождение города Идрица ей было присвоено наименование «Идрицкая» (23.07.1944), а за овладение городом Резекне (Режица) она награждена орденом Красного Знамени (09.08.1944). В октябре полк и дивизия участвовали в Рижской наступательной операции. С ноября полковник Степанов допущен к исполнению должности заместителя командира 219-й стрелковой дивизии. В период с 15 ноября по 15 декабря 1944 года временно командовал этой дивизией. В это время её части находились в районе Добеле и готовились к предстоящим действиям. С 23 декабря дивизия в составе 22-й армии 2-го Прибалтийского фронта вела наступательные и оборонительные бои на тукумском направлении. 19 апреля 1945 года она была сосредоточена в районе ст. Добеле и затем переброшена в Румынию в район Бухареста, где и встретила День Победы.

#### Послевоенное время
После войны с сентября 1945 года командовал 276-м гвардейским стрелковым полком 92-й гвардейской стрелковой дивизии ОдВО, с марта 1946 года — 107-м гвардейским механизированным полком 34-й гвардейской механизированной дивизии. В мае 1947 года назначен начальником 5-го отдела (всевобуча) Республиканского военного комиссариата Удмуртской АССР. 21 декабря 1955 года гвардии полковник Степанов уволен в запас.

## Награды
- орден Ленина (30.04.1954)[4][5]
- два ордена Красного Знамени (07.11.1943[6], 20.06.1949[7][5])
- орден Суворова III степени (19.12.1944)[8]
- орден Кутузова III степени (12.08.1944)[9]
- два ордена Красной Звезды (26.05.1943[10], 03.11.1944[11][5]
  - медали в том числе:
  - «За победу над Германией в Великой Отечественной войне 1941—1945 гг.» (1945)[4]